# Vĩnh An, Tam Minh
Vĩnh An (chữ Hán giản thể: 永安市, âm Hán Việt: Vĩnh An thị) là một thành phố cấp huyện của địa cấp thị Tam Minh, tỉnh Phúc Kiến. Cộng hòa Nhân dân Trung Hoa. Thành phố Vĩnh An có diện tích 2942 km², dân số 320.000 người, mã số bưu chính là 366000. Huyện Vĩnh An được lập vào thời nhà Minh (năm thứ 3 Cảnh Thái trên cơ sở sáp nhập hai huyện Tích Sa và Vưu Khê, và thuộc phủ Diên Bình. Thời kỳ đầu Dân Quốc thuộc đạo Kiến An. Thành phố Vĩnh An được chia thành 4 nhai đạo, 7 trấn, 3 hương và 1 hương dân tộc.
- Nhai đạo biện sự xứ: Yên Đông, Yên Tây, Yên Nam, Yên Bắc.
- Trấn: Tây Dương, Cống Xuyên, An Sa, Tiểu Đào, Đại Hồ, Tào Viễn, Hồng Điền.
- Hương: Hòe Nam, Thượng Bình, La Phường.
- Hương dân tộc Dư Thanh Thủy.